# Philodromus pardalis
Philodromus pardalis este o specie de păianjeni din genul Philodromus, familia Philodromidae, descrisă de Muster și Robert Bosmans în anul 2007. Conform Catalogue of Life specia Philodromus pardalis nu are subspecii cunoscute.